# Theodor Sørensen
Severin Theodor Emilius Sørensen (né le 26 février 1825 à Copenhague - 5 mai 1867 au même endroit) est un architecte danois qui, entre autres, a construit la Skt. Johannes Kirke. Theodor Sørensen est à l'origine des terrains d’aventure.Il est le père de Thorvald Sørensen, également architecte.